# Samoa i olympiska sommarspelen 2008
Samoa i olympiska sommarspelen 2008 bestod av 6 idrottare som blivit uttagna av Samoas olympiska kommitté.

## Boxning
- Huvudartikel: Boxning vid olympiska sommarspelen 2008

| Satupaitea Farani Tavui | Lätt tungvikt | Marijo Sivolija-Jelica (CRO) Domaren stoppade matchen* | Gick inte vidare | Gick inte vidare | Gick inte vidare | Gick inte vidare | Gick inte vidare | Gick inte vidare |

- Domaren fick stoppa matchen då Tavui tvingades åka till sjukhus efter knockout.

## Bågskytte
- Huvudartikel: Bågskytte vid olympiska sommarspelen 2008
- Herrar

| Namn          | Gren         | Rankingrunda | Rankingrunda | 32-delsfinal                           | 16-delsfinal     | 8-delsfinal      | Kvartsfinal      | Semifinal        | Final            | Final            |
| Namn          | Gren         | Poäng        | Seed         | Resultat                               | Resultat         | Resultat         | Resultat         | Resultat         | Resultat         | Plats            |
| ------------- | ------------ | ------------ | ------------ | -------------------------------------- | ---------------- | ---------------- | ---------------- | ---------------- | ---------------- | ---------------- |
| Joseph Walter | Individuellt | 563          | 64           | Juan Rene Serrano (MEX) (1) L 88 - 116 | Gick inte vidare | Gick inte vidare | Gick inte vidare | Gick inte vidare | Gick inte vidare | Gick inte vidare |

## Friidrott
- Huvudartikel: Friidrott vid olympiska sommarspelen 2008

Förkortningar
- Noteringar – Placeringarna avser endast löparens eget heat
- Q = Kvalificerad till nästa omgång
- q = Kvalificerade sig till nästa omgång som den snabbaste idrottaren eller, i fältgrenarna, via placering utan att uppnå kvalgränsen.
- NR = Nationellt rekord
- N/A = Omgången ingick inte i grenen
- Bye = Idrottaren behövde inte delta i denna omgång

Herrar
Bana och landsväg
| Idrottare      | Gren  | Heat     | Heat      | Semifinal        | Semifinal        | Final            | Final            |
| Idrottare      | Gren  | Resultat | Placering | Resultat         | Placering        | Resultat         | Placering        |
| -------------- | ----- | -------- | --------- | ---------------- | ---------------- | ---------------- | ---------------- |
| Aunese Curreen | 800 m | 1:47.45  | 6         | Gick inte vidare | Gick inte vidare | Gick inte vidare | Gick inte vidare |

Damer
Fältgrenar
| Idrottare      | Gren          | Kval  | Kval      | Final            | Final            |
| Idrottare      | Gren          | Längd | Placering | Längd            | Placering        |
| -------------- | ------------- | ----- | --------- | ---------------- | ---------------- |
| Serafina Akeli | Spjutkastning | 49.26 | 49        | Gick inte vidare | Gick inte vidare |

## Kanotsport
Sprint
| Kanotist                 | Gren                 | Heat     | Heat      | Semifinal | Semifinal | Final            | Final            |
| Kanotist                 | Gren                 | Tid      | Placering | Tid       | Placering | Tid              | Placering        |
| ------------------------ | -------------------- | -------- | --------- | --------- | --------- | ---------------- | ---------------- |
| Rudolph Berking-Williams | Herrarnas K-1 500 m  | 1:47.839 | 8 QS      | DNS       | DNS       | Gick inte vidare | Gick inte vidare |
| Rudolph Berking-Williams | Herrarnas K-1 1000 m | 4:00.784 | 7 QS      | 4:04.658  | 9         | Gick inte vidare | Gick inte vidare |

## Simning
- Huvudartikel: Simning vid olympiska sommarspelen 2008

## Tyngdlyftning
- Huvudartikel: Tyngdlyftning vid olympiska sommarspelen 2008